# Tilastokeskus
 (janvier 2022).
Le Centre des statistiques (en finnois : Tilastokeskus, en suédois : Statistikcentralen) est une agence gouvernementale chargée de la production, de l'analyse et de la diffusion des statistiques officielles en Finlande.
Il est contrôlé par le ministère des Finances de Finlande.

## Missions
Pour mener à bien ses missions, le Tilastokeskus emploie jusqu'à 900 salariés.
Le tilastokeskus et regroupé avec la bibliothèque des statistiques (fi).
Son siège est à Sörnäinen et il a des bureaux à Tampere Turku Oulu et Seinäjoki.

## Histoire
L'histoire des statistiques nationales en Finlande remonte au dix-huitième siècle, puisque les premières études statistiques nationales y sont menées en 1748 et 1749. Créé en 1865, l'institut est peut-être le plus ancien institut statistique national au monde, après l'Institutul Național de Statistică (Roumanie), créé en 1859.
L'histoire de la statistique nationale finlandaise est l'une des plus anciennes, en avance d'un siècle et demi par rapport à l'histoire de la statistique française, par exemple.

### Directeurs
Les directeurs sont successivement:
- Gabriel Rein 1865–1867
- Karl Ferdinand Ignatius 1867–1885
- Adolf Anders Boxström 1886–1902
- August Hjelt 1902–1919
- Martti Kovero 1919–1952
- Valter Lindberg 1953–1962
- Eino Laurila 1963–1972
- Aaro Kenttä 1973–1978
- Olavi Niitamo 1978–1992
- Timo Relander 1992–2001
- Heli Jeskanen-Sundström 2001–2012[3]
- Marjo Bruun 2012–[4]